# Consell de Reconciliació i Restauració de Somàlia
El Consell de Restauració i Reconciliació de Somàlia (també esmentat com a Consell de Restauració i Reconciliació Somali), en anagrama CRRS, fou una aliança política creada el 2002 entre moviments polítics i militars oposats al Govern Nacional de Transició (GNT) i a l'Aliança de la Vall del Juba o AVJ (que donava suport al GNT), formats el 2001. L'organitzador principal fou Hussein Mohamed Farrah Aydid junior, cap del partit Congrés de la Somàlia Unificada-Aliança Nacional Somali i de la seva milícia una de les més poderoses del país, que tenia el suport dels habar gedir del clan hawiye.
Hussein Aydid refusava reconèixer al GNT basat a Mogadiscio i amb Salad com a president, al que acusava de protegir a simpatitzants islamistes. Les milícies d'Aydid van agafar el control del port i alguns barris de Mogadiscio en una batalla contra el clan suleiman, que donava suport al govern. Després dels atemptats de l'11 de setembre de 2001 Aydid junior va alertar el president Bush que la companyia somalia Al-Barakat, tenia llaços amb els terroristes i que hi havia a Somàlia simpatitzants d'Osama bin Laden i Al-Qaeda, especialment el grup Al-Itihaad al-Islamiya. Una investigació independent als Estats Units va determinar que l'acusació a la companyia no era certa.
El 15 de maig de 2002 el CRRS va donar suport a la incursió etíop a la vila de Beledhawo en poder del coronel Abdirizak Isak Bihi, un marehan, enfrontat al líder pro-etíop del Front Nacional Somali. Bihi fou capturat i portat a Etiòpia. El juny el CRSS va obtenir el suport del senyor de la guerra Mohamed Dher. A Bulo Hawa es va enfrontar el 2003 a l'Aliança de la Vall del Juba. Un principio d'acord de pau entre el CRSS i el GNT es va establir el juliol del 2003. El gener del 2004, els membres del CRRS i l'AVJ van integrar-se al Govern Federal de Transició (GFT), continuador del GNT, sorgit de la Conferència de Nairobi del 9 al 29 de gener. El CRRS va quedar dissolt.